# Exenterus hullensis
Exenterus hullensis är en stekelart som beskrevs av Léon Abel Provancher 1886. Exenterus hullensis ingår i släktet Exenterus och familjen brokparasitsteklar. Inga underarter finns listade i Catalogue of Life.